# Quebrada Grande
Quebrada Grande es un distrito del cantón de Tilarán, en la provincia de Guanacaste, de Costa Rica.

## Geografía
Quebrada Grande cuenta con un área de 34,45 km² y una altitud media de 725 m s. n. m.

## Demografía
Para el año 2022, Quebrada Grande cuenta con una población estimada de 1143 habitantes, y para el último censo efectuado, en 2011, Quebrada Grande contaba con una población de 2700 habitantes.

## Localidades
- Poblados: Barrio (Pueblo) Nuevo, San Miguel, Florida, Dos de Tilarán

## Transporte

### Carreteras
Al distrito lo atraviesan las siguientes rutas nacionales de carretera:
- Ruta nacional 145
- Ruta nacional 606
- Ruta nacional 619